# Wakayama prefektur
Wakayama prefektur (和歌山県; Wakayama-ken) är en del av Kiihalvön i Kansai-regionen på ön Honshū, Japan. Residensstaden är Wakayama. 

## Administrativ indelning
Prefekturen var år 2016 indelad i nio städer (-shi) och 21 kommuner (-chō eller -mura).
Kommunerna grupperas i sex distrikt (-gun). Distrikten har ingen administrativ funktion utan fungerar i huvudsak som postadressområden.
Städer:
- Arida, Gobō, Hashimoto, Iwade, Kainan, Kinokawa, Shingū, Tanabe, Wakayama

Distrikt och kommuner:
| - Arida distrikt - Aridagawa - Hirogawa - Yuasa - Hidaka distrikt - Hidaka - Inami - Hidakagawa - Mihama - Minabe - Yura | - Higashimuro distrikt - Kitayama - Kozagawa - Kushimoto - Nachikatsuura - Taiji - Ito distrikt - Katsuragi - Kōya - Kudoyama | - Kaisō distrikt - Kimino - Nishimuro distrikt - Kamitonda - Shirahama - Susami |

## Galleri

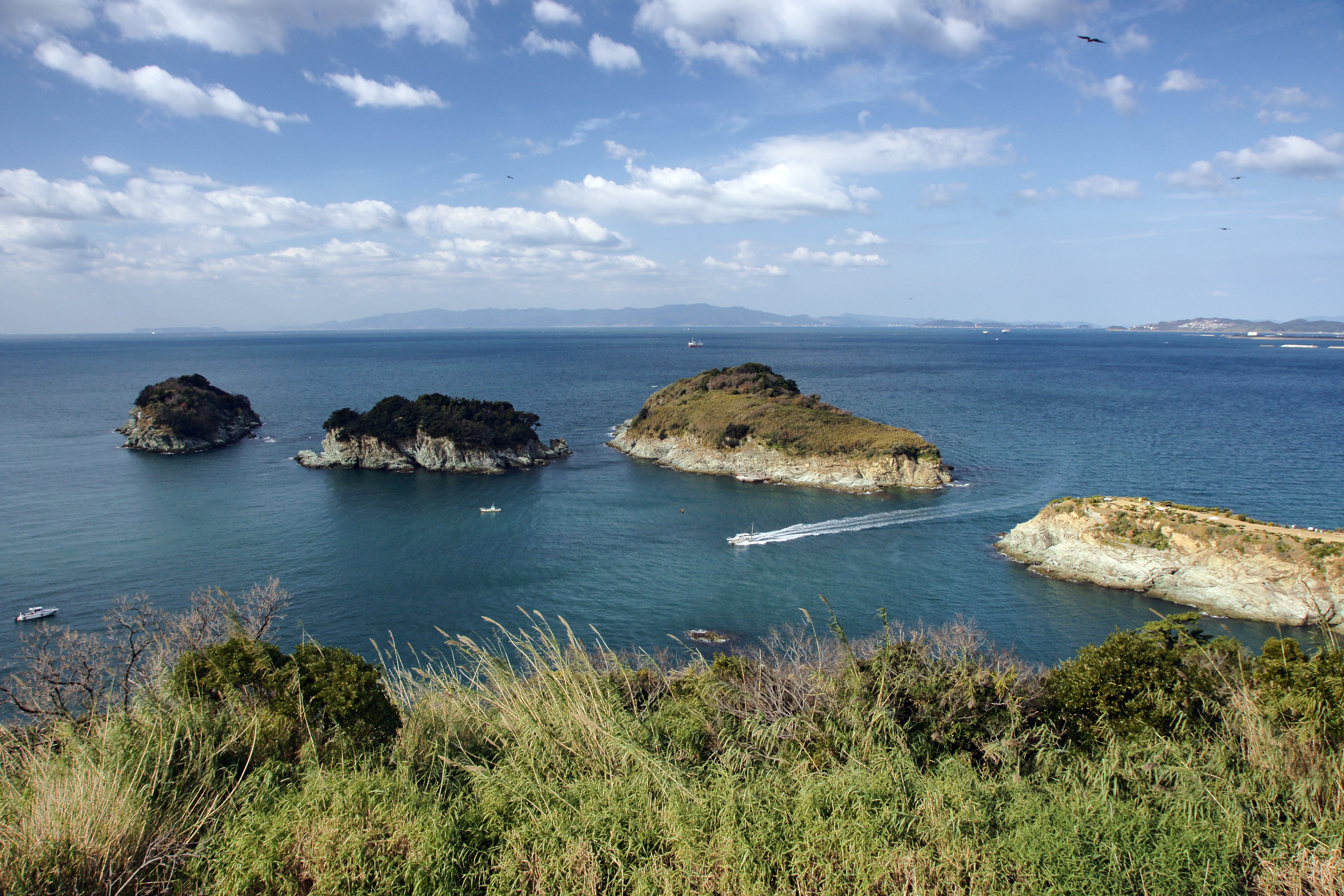
Saikazaki, Wakanoura
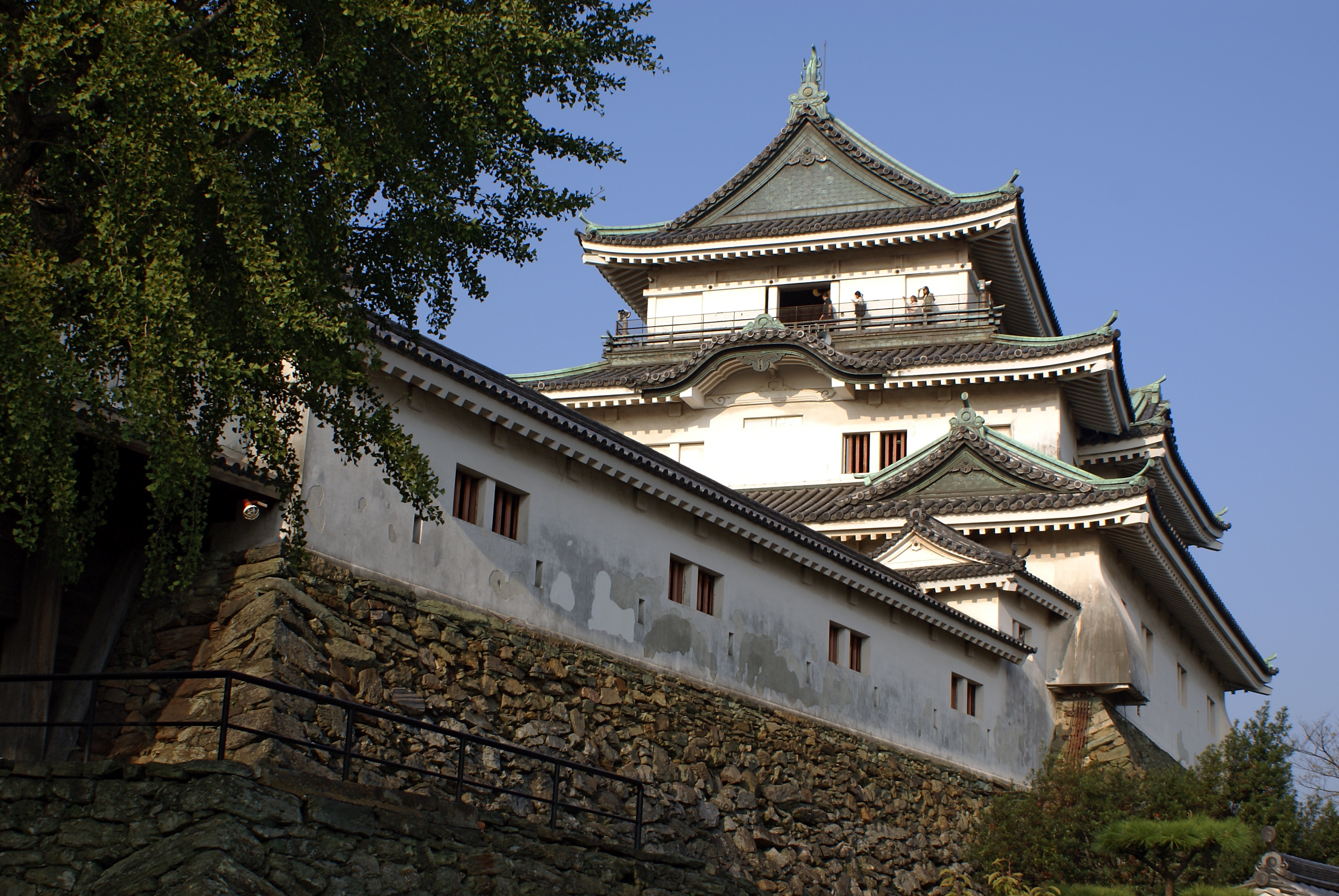
Wakayama slott
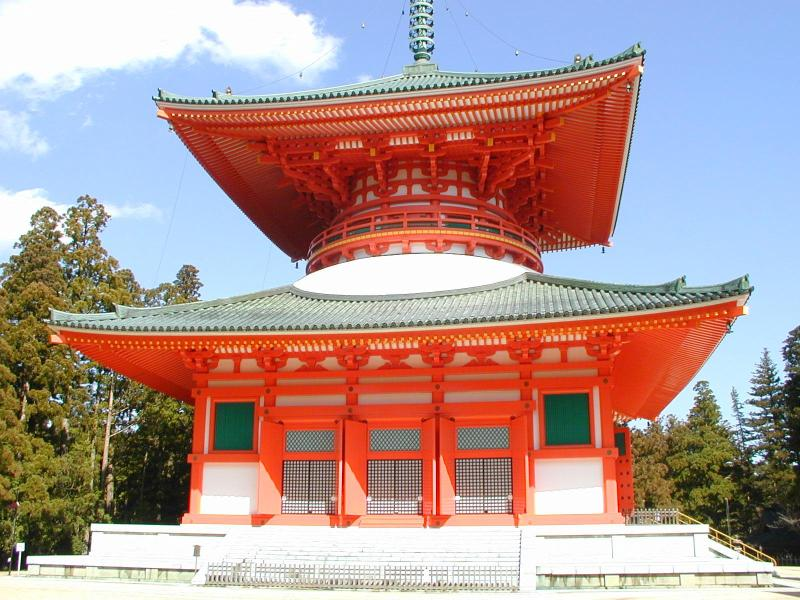
Konpon Daitō (Kōyaberget)
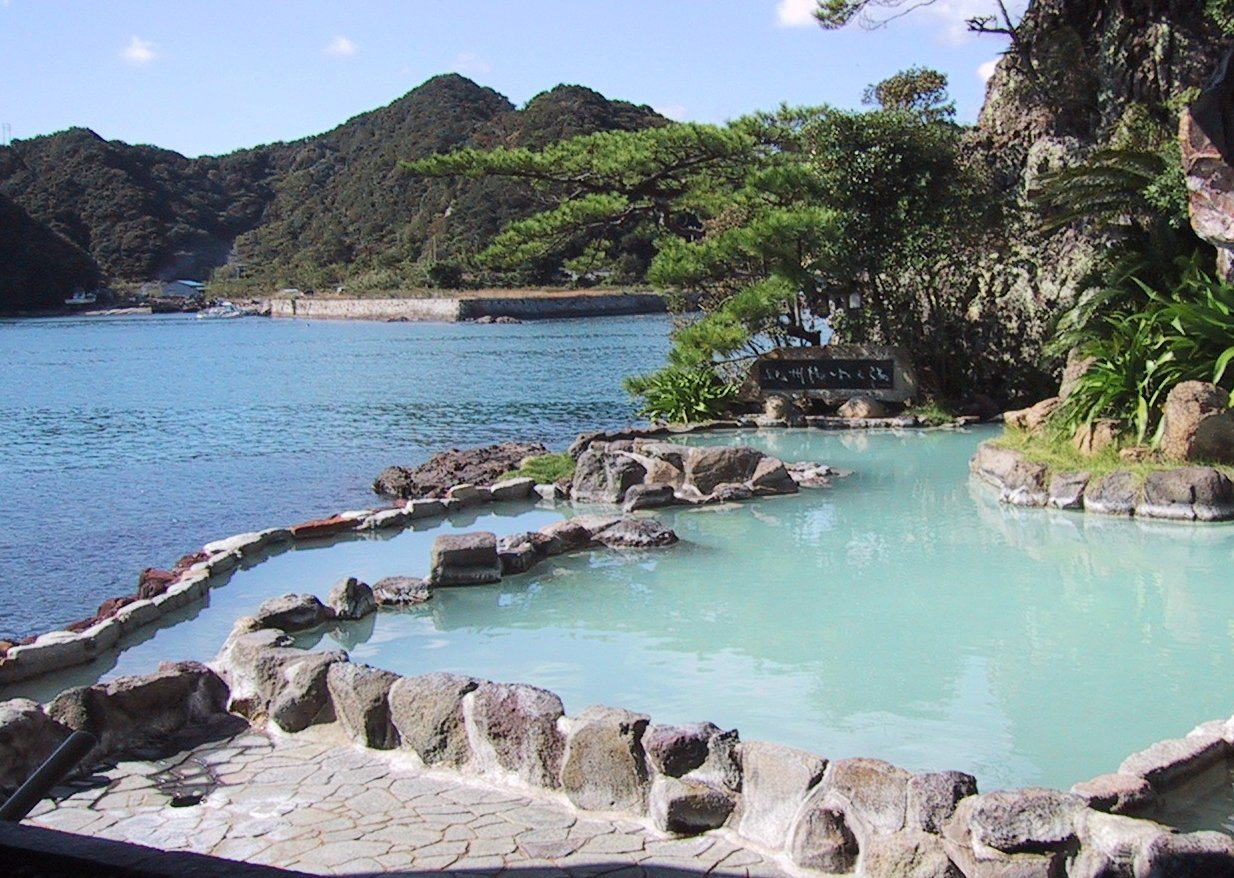
Onsen i Nachikatsuura